# Коньяалты
Коньяалты (тур. Konyaaltı) — район, расположенный в провинции Анталья, Турция. В настоящее время является частью города Анталья. Пляж района Коньяалты — один из двух главных пляжей Антальи, другим является пляж Лара. Порт Антальи расположен в Коньяалты. По состоянию на конец 2022 года его население составляло 204 795 человек.  По некоторым оценкам, каждый четвёртый житель здесь иностранец, большинство из которых — русские, что делает Коньяалты самым русским районом в Анталье. Микрорайоны Лиман, Хурма и Сарысу закрыты для получения первичного вида на жительство, поскольку количество иностранных граждан в них значительно превышает 20%..

## Происхождение названия
Предполагается, что название «Коньяалты» происходит от выражения "koy altı", что на турецком языке означает «бухта под утесами» (район расположен под утёсами гор).

## История
Район начал застраиваться в 80-х годах и исторически не был частью города Антальи. Первоначально этот район был сельской территорией, а муниципалитеты, которые в настоящее время являются его частью, изначально были деревнями, такими как Арапсуйю или Унджалы. До 80-х годов большая часть территории была в основном пустой, а в деревнях были сельскохозяйственные угодья, где выращивали зерновые культуры и пасли овец. В этом районе также есть много ручьёв, которые пересохли, когда район был урбанизирован. В этом районе также есть древний город под названием Олбиа, который был снесён, чтобы освободить место для гигантского торгового центра под названием Мигрос.

## Население
По состоянию на конец 2022 года его население составляло 204 795 человек.

## Достопримечательности
- Пляж Коньяалты — расположен в западной части города и простирается на 13 км[4]. В основном состоит из мелкой гальки, но также есть немного песка. Вода здесь удивительно прозрачная. Пляж Коньяалты имеет статус «Голубого флага», что подтверждает хорошее качество воды. Он окружён парком и многочисленными барами, кафе, ночными клубами и отелями.
- Набережная Коньяалты — современная набережная, обустроенная беговыми и велодорожками, спортивными площадками, барами и ресторанами.
- Аквариум Антальи — один из крупнейших аквариумов в мире, расположенный недалеко от пляжа Коньялты.
- Канатная дорога на гору Тюнектепе — современный фуникулер, открывшийся в 2017 году. Высота горы Тюнектепе составляет 618 метров над уровнем моря. Здесь находится отличная смотровая площадка.
- Горнолыжный курорт Саклыкент.

## Территориальное деление
В состав Коньяалты входит 39 микрорайонов (махалле):
- Акдамлар
- Аккую
- Алтынкум
- Арапсую
- Ашагыкараман
- Айдынлык
- Бахтылы
- Чагларджа
- Чакырлар
- Читдиби
- Демирджилик
- Дойран
- Дойран Чамлыбель
- Дойран Даг
- Гейикбайыры
- Гёкчам
- Гёкдере
- Гюрсу
- Хаджисекилилер
- Хисарчандыр
- Хурма
- Каратепе
- Кырлы
- Куручай
- Кушкавагы
- Лиман
- Молла Юсуф
- Огретменевлери
- Пынарбаши
- Сарысу
- Сителар
- Суичеджек
- Торос
- Учолук
- Улуч
- Унджалы
- Ярбашчандыр
- Енимахалле
- Зюмрют